# پروانه نمازی
بتول ناموَر که بیشتر با نام پروانه یا پروانه نمازی شناخته می شود،خواننده ایرانی در سبک موسیقی سنتی و بازیگر بود.
پروانه  از خوانندگان مطرح دهه‌های ۲۰ و ۳۰ شمسی بود و اولین کسی بود که ترانه مرا ببوس را خواند؛ اما در برخی منابع به اشتباه اولین خواننده این آهنگ را پروانه (خانم موچول) ذکر کرده‌اند.درحالی که بانو پروانه نخستین خواننده این آهنگ بود.

## زندگی
پروانه در تبریز زاده شد. در جوانی به تهران آمد و عضو گروه‌های تئاتر و نمایش های آکروبات شد و پس از مدتی به خوانندگی روی آورد. در اوایل فعالیتش فقط آهنگ‌های ترکی می‌خواند، روزی سرهنگ محمد شب‌پره (پدر شهرام شب‌پره و شهبال شب‌پره) صدای او را می شنود و پروانه را به خواندن آهنگ‌های فارسی تشویق می‌کند.
اولین ترانه فارسی او «آن بام بلند» نام داشت.
در ۲۴ سالگی با مجید وفادار آشنا شد و همکاری با او را آغاز کرد.مهمترین آوازی که حاصل همکاری این دونفر بود «شب‌های تهران» نام دارد، ساخته مجید وفادار، با شعری از کریم فکور و صدای پروانه. این آهنگ در زمان خود بسیار مشهور شد. برخی منابع به اشتباه خواننده این آواز را خاطره پروانه ذکر کرده‌اند.
آواز معروف مرا ببوس را نیز پروانه برای اولین بار در فیلم اتهام خواند.
دلیله نمازی، هنرپیشه سینمای ایران خواهر پروانه بود. شاید به‌همین دلیل در برخی منابع از او با نام پروانه نمازی یاد میشود، در صورتی که در زمان حیات این هنرمند، هیچ‌گاه از او با‌ چنین لقب یا نام خانوادگی‌ای در هیچ منبعی یاد نشد.